# 十勝芽室コーン炒飯

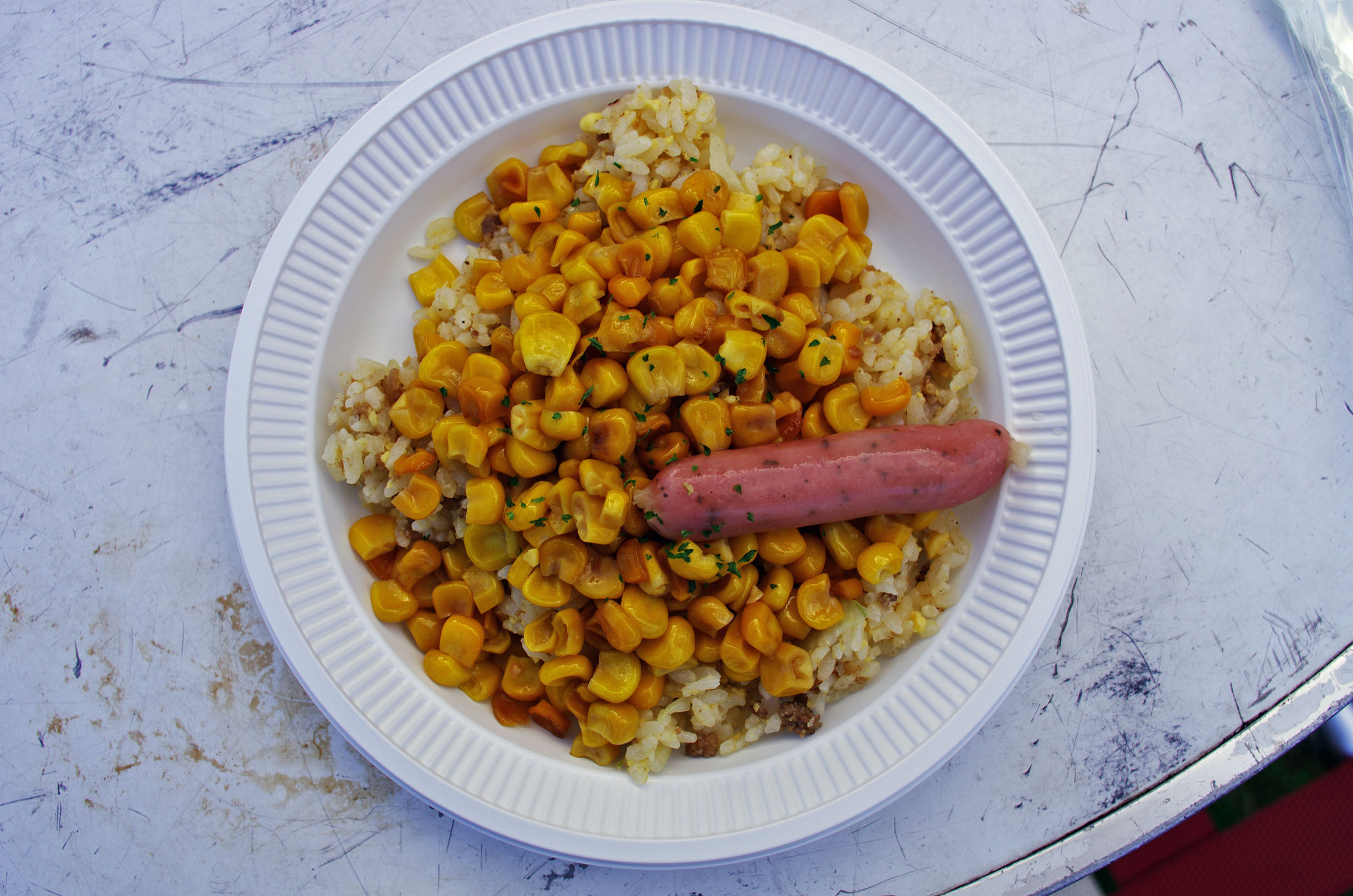
十勝芽室コーン炒飯

十勝芽室コーン炒飯（とかちめむろコーンチャーハン）は、北海道芽室町で食べられているご当地グルメで、バター風味のスイートコーンを大量にトッピングした炒飯。

## 概要
芽室町がスイートコーン日本一（作付面積、収穫量とも)であることから町おこしとして2008年に開発された。芽室で作ったスイートコーンをトッピングしたバター風味の炒飯で、醤油の塩味と、コーンの甘さの複雑な風味と、ぷちぷちした食感が特徴。
十勝芽室コーン炒飯推進協議会は飲食店で提供するための規範として、「十勝芽室コーン炒飯　10のルール」を定めている。
1. 正式名称は「十勝芽室コーン炒飯」とする。
2. 芽室で作ったスイートコーンをたっぷり使う。
3. 炒飯の味付けは、特製コーンバター（コーンの搾りかす入り）を使用する。
4. スイートコーンはバターしょうゆで味付けをし、すべて後載せにする。
5. 卵２個を必ず使用し、出来上がりは黄色を意識する。
6. お米は北海道産「きらら397」を使用する。
7. スイートコーンを使ったスープを付ける。
8. 新鮮な野菜サラダを付ける。
9. 器は白の丸皿とする。
10. 価格は980円以下（税込み）とする。

特製コーンバターは、北海道クノール食品が開発した商品。

## 歴史
- 2008年1月10日 - 芽室町の職員らが北海道じゃらん編集部を訪問し、新・ご当地グルメプロデューサーのヒロ中田にご当地グルメ開発について相談[2]。
- 2008年3月12日 - ヒロ中田が芽室町を訪れ、講演会を開催、コーン炒飯を提案。
- 2008年3月18日 - 芽室コーン炒飯推進協議会を発足。試作など、試行錯誤を開始。
- 2008年6月 - レシピを決定し、「十勝芽室コーン炒飯　10のルール」を制定。NHKが報道。
- 2008年7月17日 - 正式提供開始。
- 2011年8月25日 - 読売テレビ『秘密のケンミンSHOW』で紹介。

2011年現在、芽室町内のとんかつ店、国民宿舎、焼肉店、洋食店などで供されているほか、町内の学校給食等のメニューにもなっている。